# Patrick Vieira
Patrick Vieira (* 23. Juni 1976 in Dakar, Senegal) ist ein ehemaliger französischer Fußballspieler und heutiger -trainer. Als 107-maliger Nationalspieler gewann er mit der französischen Nationalmannschaft 1998 die Welt- und zwei Jahre später die Europameisterschaft. Auf Vereinsebene hatte er in England mit dem FC Arsenal und in Italien mit Inter Mailand seine größten Erfolge. Dabei errang er mit Arsenal drei englische Meisterschaften (1998, 2002, 2004) und danach mit Inter dreimal den Scudetto (2007, 2008, 2009).

## Spielerkarriere

### Im Verein

#### Anfänge
Vieira wuchs zunächst im Senegal auf. Der portugiesische Nachname erklärt sich aus der kapverdischen Abstammung der Mutter, während der Vater – ein Student aus Gabun – keine nachhaltige Rolle in seinem Leben einnahm. Seine Mutter wanderte dann nach Frankreich aus, wobei sich erleichternd bei den Formalitäten auswirkte, dass ihr Vater in der französischen Armee gedient hatte. Gemeinsam mit dem einzigen, ein Jahr älteren Bruder und einem Onkel reiste Patrick Vieira nach Europa. Er war acht Jahre alt, als er 1984 in Paris ankam. Nach drei Jahren in Trappes, einer Planstadt im Umland der französischen Hauptstadt, ging es für die Familie etwas weiter westlich nach Dreux. In Dreux fiel auch erstmals sein fußballerisches Talent nachhaltig auf. Er war im Alter von 16 Jahren bereits 1,90 Meter groß und der Zweitligist FC Tours nahm ihn unter Vertrag. Ein Jahr danach wechselte er zur AS Cannes. Der dort aktive Trainer Luis Fernández war neben Frank Rijkaard Vieiras Kindheitsidol gewesen.

#### Über Cannes nach Mailand (1993–96)
Er spielte gut zwei Jahre für Cannes in der ersten französischen Liga. Im Oktober 1995 zog es ihn nach Italien zur AC Mailand. Bei „Milan“ kam er jedoch über die Rolle des Ersatzmanns nur selten hinaus. Das lag zum einen daran, dass maximal drei Ausländer in einer Mannschaft stehen durften und Vieiras Konkurrenz mit Marcel Desailly, George Weah, Paulo Futre, Dejan Savićević und Zvonimir Boban hochkarätig war. Des Weiteren galt auf seiner Mittelfeldposition neben Desailly und Boban noch der italienische Nationalspieler und „Dauerbrenner“ Demetrio Albertini als „gesetzt“. Nachdem er in der Saison 1995/96 nur zwei Ligaspiele in der Serie A absolviert hatte, strebte er einen erneuten Wechsel an. Der damals noch in Japan beschäftigte Trainer Arsène Wenger hatte ihn bereits beobachtet und bot ihm nach einem möglichen Transfer die Chance für regelmäßige Einsätze an. Vieira reiste im Juli zunächst nach Atlanta zu den Olympischen Sommerspielen, musste dort jedoch vor Beginn des Turniers seine Teilnahme aufgrund einer Knieverletzung absagen. Nach einer kleinen Operation mit anschließender „Reha“ flog er dann nach London und unterzeichnete einen Vertrag beim FC Arsenal. Er war Wengers erste Verpflichtung und diese wurde bereits zu einem Zeitpunkt wirksam, bevor Wenger offiziell das Traineramt bei den „Gunners“ übernommen hatte.

#### FC Arsenal (1996–2005)
Durch seine betont physische Spielweise fand sich Vieira im englischen Fußball gut zurecht – ein Umstand, der damals überraschte, da nicht-britische Akteure häufig als „zu weich“ galten. Mit dem Ausgleich zum 2:2 in der Nachspielzeit gegen Derby County am 7. Dezember 1996 schoss er sein erstes Tor für Arsenal. Dazu beeindruckte er mit einem guten Passspiel und erinnerte damit die Londoner Anhänger an den berühmten Ex-Spieler Liam Brady. Vieira galt als Schlüsselspieler des FC Arsenal, der in der Saison 1997/98 das „Double“ aus englischer Meisterschaft und FA Cup gewann. Dabei zeigte er sich im Mittelfeldzentrum an der Seite seines französischen Nationalmannschaftskollegen Emmanuel Petit konstant, zweikampfstark, passsicher und mit einer guten Übersicht ausgestattet. Vieira verpasste lediglich sieben Pflichtspiele und war besonders im letzten Drittel der Saison formstark. Im Jahr darauf folgte eine weitere Vizemeisterschaft und wenngleich er häufiger durch Verwarnungskarten auffiel (die nicht auf „böse Absichten“ zurückzuführen waren), wurde er zum Ende der Spielzeit 1998/99 in die „Mannschaft des Jahres“ gewählt – er gewann diese Auszeichnung auch in den folgenden fünf Jahren. Mittlerweile auch bei der „Équipe Tricolore“ zum Stammspieler gereift, zog Vieira mit Arsenal in der Saison 1999/2000 ins Endspiel des UEFA-Pokals ein. Dieses ging am 17. Mai 2000 im Elfmeterschießen verloren und Vieira verschoss den entscheidenden Strafstoß, wobei sich sein Mitspieler Davor Šuker zuvor vergeblich versucht hatte.
Nach dem Gewinn der Europameisterschaft 2000 startete Vieira unglücklich mit zwei roten Karten in die neue Saison 2000/01, meldete sich dann mit zwei Toren zum 5:3-Erfolg gegen Charlton Athletic zurück. Mit seinen raumgreifenden Schritten durch das Mittelfeld verlagerte er das Arsenal-Spiel häufig in die gegnerische Hälfte und beim 2:1-Halbfinalsieg gegen den Lokalrivalen Tottenham Hotspur gelang ihm im FA Cup ein weiterer wichtiger Treffer. Schlagzeilen hatte dazu am 17. Oktober 2000 ein Vorfall während eines Champions-League-Spiels gegen Lazio Rom gemacht, als ihn der gegnerischen Kapitän Siniša Mihajlović rassistisch als „schwarzen Affen“ beschimpft hatte. Vier Jahre nach dem ersten heimischen Doppelerfolg gewann Vieira mit den „Gunners“ in der Saison 2001/02 ein zweites Mal sowohl den Premier-League-Titel als auch den englischen Pokal. Danach beerbte er den langjährigen Kapitän Tony Adams nach dessen Rücktritt. Aufgrund einer Knieverletzung verpasste er jedoch in der Saison 2002/03 eine Reihe von Ligapartien und auch beim Finalsieg im FA Cup konnte er nur zuschauen; er wurde beim 1:0-Erfolg gegen den FC Southampton als Kapitän von David Seaman vertreten.
Zwar musste er auch in den ersten beiden Monaten der Saison 2003/04 pausieren, aber anschließend gewann er mit Arsenal seine dritte englische Meisterschaft. Dabei zählte er zu der „Die Unbesiegbaren“ („The Invincibles“) genannten Mannschaft, die in diesem Jahr kein einziges Ligaspiel verlor. Im Sommer 2004 mehrten sich die Gerüchte über einen möglichen Transfer von Vieira zu Real Madrid und nachdem er den Spekulationen eine Absage erteilt hatte, wirkten seine sportlichen Leistungen zunächst etwas instabil. Er benötigte ein wenig Zeit, um seine Form wiederzufinden, und obwohl er letztlich erneut den FA Cup gewann und mit sieben Saisontoren seine persönliche Rekordjahresausbeute einstellte, wurde er zum ersten Mal nach sechs Jahren nicht in die „Allstar-Elf“ der Premier League gewählt.
Legendär waren bei den großen Derbys zwischen Manchester United und Arsenal London die Aufeinandertreffen der beiden Kapitäne Patrick Vieira und Roy Keane, die sich auf und neben dem Platz erbitterte Kämpfe lieferten. Einer der bekanntesten Zwischenfälle ereignete sich im Februar 2005, als es im Spielertunnel des Highbury zu einer Rangelei zwischen den beiden Kapitänen kam. So sagte Keane zum Unparteiischen Graham Poll „Tell him [Vieira] to shut his fucking mouth!“. Patrick Vieira war zuvor seinen Gegenspieler Gary Neville angegangen, woraufhin Keane dazwischen ging. Der Streit wurde live auf Sky Sports übertragen. 2013 veröffentlichte der Journalist Gabriel Clarke die TV-Dokumentation Keane & Vieira – Best of Enemies, bei dem die beiden Kontrahenten aufeinandertreffen und gemeinsam über die alte Feindschaft berichten.

#### Zurück in Italien: Juventus Turin & Inter Mailand (2005–10)
Am 14. Juli 2005 unterschrieb Vieira nach Zahlung einer Ablösesumme von 20 Millionen Euro einen Vierjahresvertrag beim italienischen Rekordmeister Juventus Turin, womit er zehn Jahre nach seinem ersten Wechsel nach Italien erneut mit dem Trainer Fabio Capello zusammenarbeitete. Wengers Entscheidung, Vieira gehen zu lassen, war sehr umstritten und er begründete sie damit, dass der aufstrebende Cesc Fàbregas mit Vieira deutlich schlechter harmonierte als mit Gilberto Silva und der Weggang von Fàbregas nicht riskiert werden sollte. Die Saison 2005/06 wurde von einem Manipulationsskandal in Italien überschattet und „Juve“ wurde in diesem Zusammenhang mit einem Zwangsabstieg in die zweite Liga bestraft. Dies führte zu einem Weggang zahlreicher Leistungsträger, darunter auch der von Vieira, der im August 2006 für nur noch 9,5 Millionen Euro zu Inter Mailand weiterzog.
Für das von Roberto Mancini trainierte Team schoss er direkt zwei Tore im italienischen Supercup gegen den AS Rom (4:3 n. V.) und in den folgenden drei Jahren gewann er mit „Inter“ jeweils die italienische Meisterschaft. Bedingt auch durch Verletzungsprobleme blieb ihm jedoch zunehmend nur die Rolle eines Ergänzungsspielers, wobei ihm in dieser Zeit häufig Konkurrenten wie Olivier Dacourt, Dejan Stanković und Esteban Cambiasso sowie später unter Mancinis Nachfolger José Mourinho Akteure wie Thiago Motta und Sulley Muntari vorgezogen wurden. Anfang 2010 wechselte Vieira ablösefrei zurück in die englische Premier League zu Manchester City – dort traf er ein weiteres Mal auf seinen Ex-Trainer Mancini.

#### Karriereausklang bei Manchester City (2010–11)
Vieira unterschrieb in Manchester einen Halbjahresvertrag mit der Option auf ein weiteres Jahr. Manchester City nutzte die Option und verlängerte den Vertrag am Ende der Saison 2009/10 um ein weiteres Jahr. Am 14. Juli 2011 beendete Vieira seine aktive Karriere. Danach begann er als Trainer in der Jugendabteilung von Manchester City zu arbeiten.

### In der Nationalmannschaft
Nach seinem Debüt am 26. Februar 1997 in der französischen A-Nationalmannschaft gegen die Niederlande (2:1) absolvierte er im Juni desselben Jahres drei Partien beim Tournoi de France. Ein Jahr später nominierte ihn Trainer Aimé Jacquet auch für die WM im eigenen Land. Auf dem Weg zum Titelerfolg steuerte er zwei Einsätze bei. Nach dem ersten Auftritt in der Startelf gegen Dänemark (2:1) ersetzte er im Finale gegen Brasilien (3:0) für die letzten rund fünfzehn Minuten Youri Djorkaeff. Zwei Jahre später war er Stammspieler bei der Euro 2000 in den Niederlanden und Belgien. Im Laufe des Turniers, das mit einem weiteren Titelgewinn endete, bildete er mit dem Kapitän Didier Deschamps das Mittelfeldzentrum hinter dem offensiveren Zinédine Zidane.
Beim Confederations-Cup 2001 in Japan und Südkorea schoss er in fünf Spielen zwei Tore, wodurch er sogar gemeinsam mit sechs weiteren Spielern Torschützenkönig wurde. Dabei entschied er auch das Finale gegen Japan mit seinem Treffer zum 1:0-Endstand. Enttäuschend verlief hingegen die WM 2002. Frankreich schied als Titelverteidiger bereits nach der Gruppenphase aus und erzielte kein einziges Tor. Vieira selbst stand in allen drei Partien in der Startelf und wurde in der letzten Begegnung gegen Dänemark (0:1) nach gut 70 Minuten für Johan Micoud ausgewechselt. Bei der Euro 2004 in Portugal sah es danach aus, als könnte sich Vieira mit Frankreich für die Schlappe zwei Jahre zuvor rehabilitieren. Er spielte in allen Gruppenbegegnungen durch und verhalf seinem Team zu zwei Siegen und einem Remis. Für das Viertelfinale musste er jedoch aufgrund einer Wadenverletzung pausieren und sein Team schied gegen den späteren Europameister Griechenland mit 0:1 aus.
Im August 2006 wurde Vieira zum neuen Kapitän der französischen Nationalmannschaft bestimmt und er trat damit die Nachfolge des zurückgetretenen Zinédine Zidane an. Kurz zuvor hatte er mit den Franzosen den Einzug ins Finale der WM geschafft. In zwei Spielen war er dazu als „Bester Mann des Spiels“ („Man of the Match“) ausgezeichnet worden – im dritten Gruppenspiel gegen Togo (2:0) und im Achtelfinale gegen Spanien (3:1), als er jeweils auch ein Tor zu den Siegen beitrug. Bis zum Finale spielte Vieira immer durch; dort wurde er gegen Italien nach knapp einer Stunde für Alou Diarra ausgewechselt und musste die Partie bis zum verlorenen Elfmeterschießen von der Bank aus verfolgen. Bei der Euro 2008 gehörte er auch noch einmal zum französischen Aufgebot. Aufgrund eines Muskelfaserrisses im Oberschenkel konnte er jedoch in keinem Spiel eingesetzt werden und Frankreich schied als Gruppenletzter aus. Für die Fußball-Weltmeisterschaft 2010 wurde er dann nicht mehr nominiert. Er absolvierte sein 107. und letztes Länderspiel am 2. Juni 2009 gegen Nigeria (0:1).

## Trainerkarriere
Von 2011 bis Ende 2015 trainierte Vieira Jugendteams von Manchester City. Am 1. Januar 2016 übernahm er das – wie Manchester City zu der City Football Group gehörende – MLS-Franchise New York City FC. Im Sommer 2018 wurde er Cheftrainer des französischen Erstligisten OGC Nizza. Nach 11 sieglosen Spielen in Serie wurde Vieira am 4. Dezember 2020 freigestellt. Am 4. Juli 2021 stellte der englische Erstligist Crystal Palace Vieira als neuen Cheftrainer vor, er folgte auf den zurückgetretenen Roy Hodgson nach. Nach 12 sieglosen Spielen im Kalenderjahr 2023 und drei Niederlagen in Folge gab der Klub am 17. März 2023 die Entlassung Vieiras bekannt. Zur Saison 2023 übernahm der Weltmeister von 1998 den französischen Klub Racing Straßburg. Vieira beendete die Saison mit Straßburg auf dem 13. Tabellenplatz. Nach wenigen Wochen in der Vorbereitung zur Saison 2024/25 trennten sich Vieira und Straßburg am 18. Juli 2024 „in gegenseitigem Einvernehmen.“ Viera erhielt am 20. November 2024 als Nachfolger von Alberto Gilardino den Posten des Cheftrainers des CFC Genua.

## Titel/Auszeichnungen
Als Nationalspieler 
- Weltmeister: 1998
- Europameister: 2000
- FIFA-Konföderationen-Pokal: 2001

 Mit seinen Vereinen 
- Italienischer Meister: 1996, 2007, 2008, 2009
- Englischer Meister: 1998, 2002, 2004
- FA Cup: 1998, 2002, 2003 (ohne Finaleinsatz), 2005, 2011
- FA Community Shield: 1998, 1999, 2002, 2004
- Italienischer Supercup: 2006

 Individuelle Erfolge/Ehrungen 
- Frankreichs Fußballer des Jahres: 2001
- Premier League Player of the Season: 2001
- FIFA 100
- Fußball-Europameisterschaft All-Star-Team: 2000
- Fußball-Weltmeisterschaft All-Star-Team: 2006
- PFA Team of the Year: 1998/99, 1999/2000, 2000/01, 2001/02, 2002/03, 2003/04
- Hall of Fame der Premier League

## Saisonstatistik
| Verein          | Liga            | Saison          | Liga   | Liga | Nat. Pokal | Nat. Pokal | Europapokal | Europapokal | Andere | Andere | Gesamt | Gesamt |
| Verein          | Liga            | Saison          | Spiele | Tore | Spiele     | Tore       | Spiele      | Tore        | Spiele | Tore   | Spiele | Tore   |
| --------------- | --------------- | --------------- | ------ | ---- | ---------- | ---------- | ----------- | ----------- | ------ | ------ | ------ | ------ |
| AS Cannes       | Division 1      | 1993/94         | 5      | 0    | 1          | 0          | -           | -           | -      | -      | 6      | 0      |
| AS Cannes       | Division 1      | 1994/95         | 31     | 2    | 2          | 0          | 4           | 1           | 1      | 1      | 38     | 4      |
| AS Cannes       | Division 1      | 1995/96         | 13     | 0    | 1          | 0          | 4           | 0           | -      | -      | 18     | 0      |
| Gesamt          | Gesamt          | Gesamt          | 49     | 2    | 4          | 0          | 8           | 1           | 1      | 1      | 62     | 4      |
| AC Mailand      | Serie A         | 1995/96         | 2      | 0    | 1          | 0          | 2           | 0           | -      | -      | 5      | 0      |
| Gesamt          | Gesamt          | Gesamt          | 2      | 0    | 1          | 0          | 2           | 0           | -      | -      | 5      | 0      |
| FC Arsenal      | Premier League  | 1996/97         | 31     | 2    | 3          | 0          | 1           | 0           | 3      | 0      | 38     | 2      |
| FC Arsenal      | Premier League  | 1997/98         | 33     | 2    | 9          | 0          | 2           | 0           | 2      | 0      | 46     | 2      |
| FC Arsenal      | Premier League  | 1998/99         | 33     | 3    | 5          | 1          | 3           | 0           | 2      | 0      | 43     | 4      |
| FC Arsenal      | Premier League  | 1999/00         | 30     | 2    | 2          | 0          | 14          | 0           | 2      | 0      | 48     | 2      |
| FC Arsenal      | Premier League  | 2000/01         | 30     | 6    | 6          | 1          | 12          | 0           | -      | -      | 48     | 7      |
| FC Arsenal      | Premier League  | 2001/02         | 36     | 2    | 7          | 0          | 11          | 1           | -      | -      | 54     | 3      |
| FC Arsenal      | Premier League  | 2002/03         | 24     | 3    | 5          | 0          | 12          | 1           | 2      | 0      | 43     | 4      |
| FC Arsenal      | Premier League  | 2003/04         | 29     | 3    | 5          | 0          | 7           | 0           | 4      | 0      | 45     | 3      |
| FC Arsenal      | Premier League  | 2004/05         | 32     | 6    | 6          | 1          | 6           | 0           | -      | -      | 44     | 7      |
| Gesamt          | Gesamt          | Gesamt          | 279    | 29   | 48         | 3          | 68          | 2           | 11     | 0      | 406    | 34     |
| Juventus Turin  | Serie A         | 2005/06         | 31     | 5    | 3          | 0          | 7           | 0           | 1      | 0      | 42     | 5      |
| Gesamt          | Gesamt          | Gesamt          | 31     | 5    | 3          | 0          | 7           | 0           | 1      | 0      | 42     | 5      |
| Inter Mailand   | Serie A         | 2006/07         | 20     | 1    | 3          | 0          | 4           | 1           | 1      | 2      | 28     | 4      |
| Inter Mailand   | Serie A         | 2007/08         | 16     | 3    | 3          | 0          | 3           | 0           | 1      | 0      | 23     | 3      |
| Inter Mailand   | Serie A         | 2008/09         | 19     | 1    | 2          | 0          | 2           | 0           | -      | -      | 23     | 1      |
| Inter Mailand   | Serie A         | 2009/10         | 12     | 1    | 1          | 0          | 2           | 0           | 1      | 0      | 16     | 1      |
| Gesamt          | Gesamt          | Gesamt          | 67     | 6    | 9          | 0          | 11          | 1           | 3      | 2      | 90     | 9      |
| Manchester City | Premier League  | 2009/10         | 13     | 1    | 1          | 0          | -           | -           | -      | -      | 14     | 1      |
| Manchester City | Premier League  | 2010/11         | 15     | 2    | 8          | 3          | 8           | 0           | 1      | 0      | 32     | 5      |
| Gesamt          | Gesamt          | Gesamt          | 28     | 3    | 9          | 3          | 8           | 0           | 1      | 0      | 46     | 6      |
| Karriere Gesamt | Karriere Gesamt | Karriere Gesamt | 456    | 45   | 74         | 6          | 104         | 4           | 17     | 3      | 651    | 58     |